# Tashka Yawanawá
Tashka Yawanawá (Acre, 1973?) é um líder indígena Yawanawá e ativista brasileiro, que trabalha para restaurar a dignidade e o senso de identidade das comunidades indígenas no Brasil, por meio de uma série de esforços de revitalização cultural e parcerias comerciais inovadoras, provando que a manutenção da integridade cultural não precisa entrar em conflito com o alcance da prosperidade econômica.

## Biografia e Educação
Tashka Yawanawá é filho do um ex-líder dos Yawanawá, e foi orientado desde cedo sobre as questões de identidade e impotência enfrentadas pelos povos indígenas de hoje. Quando menino, ele testemunhou a escravidão virtual de seu povo sob os barões da borracha e experimentou a quase aniquilação de sua cultura pela Missão Novas Tribos, que destruiu todos os vestígios do modo de vida tradicional da tribo.
Aos dez anos, Tashka contraiu tuberculose, malária e hepatite e ficou tão debilitado que o xamã da tribo não conseguiu curá-lo. Dependente dos missionários, o pai de Tashka não teve escolha a não ser permitir que eles o levassem a Rio Branco para tratamento, prometendo que, quando recuperado, Tashka estudaria na escola da Missão e se tornaria padre. Tashka rompeu os laços com os missionários e por algum tempo foi impedido de voltar para sua aldeia. Ele então se envolveu com o movimento indígena local recém-nascido na década de 1980. Ele descobriu a existência de leis que garantem os direitos dos povos indígenas e participou ativamente da campanha pela demarcação dos territórios indígenas.
Em 1990, com o auxílio da Comissão Pró-Índio, Tashka ganhou uma bolsa para estudar informática na Universidade Federal Fluminense, no Rio de Janeiro. Antes de concluir este curso, porém, ele voltou para sua tribo após uma ausência de oito anos. Ele ficou chocado ao descobrir que, apesar de suas novas propriedades, seu povo continuava a viver na miséria absoluta. Embora a princípio quisesse ficar, foi fortemente aconselhado por seu pai, que também era analfabeto, a continuar seus estudos nos Estados Unidos e no exterior, para que estivesse mais bem equipado para ajudar seu povo no futuro.
Com uma bolsa da Aveda, ele estudou inglês nos EUA por seis meses e depois passou a estudar em São Francisco, Califórnia, onde se envolveu com o movimento indígena norte-americano. Reconhecendo as semelhanças em seus interesses, ele começou a desenvolver vários projetos com COs nos Estados Unidos. Ele esteve diretamente envolvido na criação da Associação de Advogados Indígenas e foi cofundador da Aliança da Juventude Indígena e Não-Indígena, por meio da qual compartilha as experiências e conhecimento dos Yawanawá com jovens de todo o mundo e trabalha com projetos que garantem a preservação de diferentes culturas indígenas. Após sair dos Estados Unidos, Tashka aproveitou para visitar outros povos indígenas do México e da América Central e do Sul, com sua esposa, uma indígena mexicana.
Em 2001, Tashka voltou ao Brasil e optou por usar o conhecimento obtido em suas experiências no exterior para ajudar seu povo a transformar seu futuro. Com apenas 25 anos, ele se tornou o chefe mais jovem da história dos Yawanawá.